# Grön guereza
Grön guereza eller olivguereza (Procolobus verus) är en primat i familjen markattartade apor och den enda arten i släktet Procolobus. Arten förekommer i västra Afrika och vistas där i träd. Individerna bildar flockar och livnär sig av växtdelar. Grön guereza hotas bland annat av människans jakt och listas av IUCN som sårbar (VU).

## Utseende
Arten är den minsta i tribus Colobini. Pälsen på ryggen och sidorna är olivgrön eller brun. Buken är grå. Håren är vanligen gröngula vid roten och blir mörkare vid spetsen. Tummen finns bara rudimentärt och fötterna är jämförelsevis stora. Djuret når en kroppslängd mellan 43 och 49 centimeter och därtill kommer en 57 till 64 centimeter lång svans. Vikten varierar mellan 2,9 och 4,5 kilogram. Hannarna är lika stora som honorna men har något större hörntänder.
Innan ungarna av båda könen blir könsmogna har de en mellangård (perineum) som liknar de vuxna honornas genitalregion när den är svullen. Troligen får de på så sätt skydd av äldre hannar som annars inte hjälper andra hannar. Djurens mage är uppdelad i flera säckliknande fikor som hjälper vid nedbrytningen av cellulosan.

## Utbredning och habitat
Grön guereza förekommer i västra Afrika. Utbredningsområdet sträcker sig från Sierra Leone till Benin. En mindre isolerad population lever i östra Nigeria. Habitatet utgörs av olika slags skogar, ibland med träskområden.

## Ekologi
Individerna är aktiva på dagen och vistas i träd, vanligen 10 till 15 meter över marken. De lever i grupper av 5 till 20 individer (oftast 10 till 15) som bildas av en hanne, flera honor och deras ungdjur. Andra flockar bildas av flera vuxna hannar och honor. De bildar ofta större grupper tillsammans med markattor eller andra markattartade apor och är ganska lugna, jämfört med andra primater. När en fiende närmar sig flyr de till täta vegetationsansamlingar och sitter där utan att röra sig. Tillsammans med andra markattartade apor känner sig gröna guerezor säkrare och vid dessa tillfällen når de även trädens topp.
Födan utgörs av unga blad, knopp, frukter och blommor. Vissa studier påpekar att andelen frukter är mycket liten, då giftiga ämnen i frukterna kan skada mikroorganismerna i magsäcken som hjälper till vid nedbrytningen av cellulosa.
Till skillnad från de flesta andra apor som lever i flock finns för gröna guerezor inga bevis för en hierarki med en dominant hanne. På så sätt är det främst honorna som kan välja partner och samtidig minskas risken för barnamord. Samtidigt är hannarna mera delaktiga i ungarnas uppfostran.
Efter dräktigheten, som varar i 5 till 6 månader, föder honan vanligen en enda unge. Grön guereza är den enda arten i underordningen Haplorrhini som bär sina ungar i munnen. Denna vana är egentligen typisk för underordningen Strepsirrhini. När ungarna blir större sitter de på moderns skuldra eller klamrar sig fast i pälsen. Efter 3 till 4 (honor) respektive 5 till 6 år (hannar) är ungarna könsmogna.

## Status och systematik
Arten hotas av jakt och förstöring av levnadsområdet. Trots detta är populationen ganska stor. IUCN uppskattar att beståndet minskade med 20 procent under de senaste 27 åren (tre generationer) och listar grön guereza som nära hotad (NT).
Tidigare räknades även de röda guerezorna till släktet Procolobus men idag listas de i ett eget släkte, Piliocolobus.